# Nizan-Gesse
Nizan-Gesse (okzitanisch Nisan de Gessa) ist eine französische Gemeinde mit 100 Einwohnern (Stand 1. Januar 2022) im Département Haute-Garonne in der Region Okzitanien (zuvor Midi-Pyrénées). Die Einwohner werden französisch als Nizanais bezeichnet.

## Geographie
Nizan-Gesse liegt am Flüsschen Bernesse, an der nördlichen Gemeindegrenze verläuft die Gesse.
Umgeben wird Nizan-Gesse von den Nachbargemeinden:
| Saint-Loup-en-Comminges | Gensac-de-Boulogne                          | Blajan     |
| Bazordan                | Kompassrose, die auf Nachbargemeinden zeigt | Montmaurin |
| Balesta                 | Sarrecave                                   | Larroque   |

## Bevölkerungsentwicklung
| Jahr                      | 1962 | 1968 | 1975 | 1982 | 1990 | 1999 | 2006 | 2013 | 2016 | 2019 |
| ------------------------- | ---- | ---- | ---- | ---- | ---- | ---- | ---- | ---- | ---- | ---- |
| Einwohner                 | 138  | 132  | 116  | 103  | 88   | 84   | 89   | 79   | 80   | 96   |
| Quelle: Cassini und INSEE |      |      |      |      |      |      |      |      |      |      |

## Sehenswürdigkeiten
- Kirche St-Pierre-St-Paul